# Route nationale 759
Pour les articles homonymes, voir Route 759.
La route nationale 759 ou RN 759 était une route nationale française reliant Mauléon au Moulin-de-la-Voie. À la suite de la réforme de 1972, elle a été déclassée en RD 759.

## Ancien tracé de Mauléon au Moulin-de-la-Voie (D 759)
- Mauléon
- Saint-Aubin-de-Baubigné
- Les Aubiers
- Argenton-Château
- Le Breuil-sous-Argenton
- Massais
- Thouars
- Pas-de-Jeu
- Saint-Laon
- Loudun
- Le Moulin-de-la-Voie, commune de La Roche-Clermault

- Traversée d'Argenton,
- de Massais,
- de Vrines,
- de Thouars
- et de Pas-de-Jeu.